# Галеано Оливера, Давид Абдон
Давид Абдон Галеано Оливера (исп. David Abdón Galeano Olivera; род. 18 февраля 1961 года в Асунсьоне) — парагвайский лингвист, антрополог, филолог, педагог, президент и основатель Лицея языка и культуры гуарани.

## Биография
Давид Галеано является профессором в университете Асунсьона и Лицее грамматики, литературы, дидактики и культуры. Активист распространения языка и культуры гуарани; организует различные мероприятия, конференции, семинары, форумы о гуарани в Парагвае; автор книг о парагвайских гуарани и их культуре:
- Mbo’ehao arapapaha Guarani ha España ñe’ême — Calendario Escolar Bilingüe (1988)
- Jakavere ypykue (15 káso ñemombe’u) (1989)
- Guarani Rayhupápe mbohapyha (1995)
- Guarani Rayhupápe irundyha (1995)
- Diferencias gramaticales entre el Guarani y el Castellano: estudio contrastivo, y su incidencia en la educación (1999)
- Káso Ñemombe’u (1999)
- Antropología — Avakuaaty (2002)
- Guarani Ñe’êkuaaty — Lingüística (en) Guarani (2002)
- Sentimientos — Temiandu Pytu (2002)
- Pukarâmeme (2007)
- Pukarântevoi (2007)

Также пишет о гуарани статьи в газеты и журналы и выступает на конференциях.